# The Mule (Lied)
The Mule ist ein Lied der britischen Hard-Rock-Band Deep Purple, das erstmals im Juli 1971 auf ihrem fünften Studioalbum Fireball veröffentlicht wurde. Es ist inspiriert von der gleichnamigen Figur Isaac Asimovs.

## Entstehung
Die ersten musikalischen Skizzen für The Mule entstanden am Ende des Jahres 1970 im Laufe eines zweiwöchigen Aufenthaltes der Band in Welcombe, einem Ort an der Nordküste von Cornwall. Als im Jahre 1971 Deep Purples Konzerttournee wieder startete, fand sich in einer Spielpause im Laufe des Januar 1971 etwas freie Zeit, um das Album Fireball zu vollenden. Ein Experiment von Ian Paice, der The Mule mit einem psychedelischen Flanger-Effekt versehen wollte, misslang, als er das Band umdrehte und es rückwärts laufend bespielte. Durch ein Missgeschick wurde die Hälfte seiner Schlagzeugspur gelöscht. Da aber Paices Schlagzeug schon zum nächsten Spielort in Europa transportiert worden war, spielte er die gelöschte Spur mit einem ausgeliehenen Schlagzeug nach, um sie per Overdubs zu reparieren. Eine leichte Unregelmäßigkeit lässt sich aber heraushören.

## Musik
The Mule startet mit dem Geräusch eines Tamburins, um danach mit einer gewaltigen „Akkord-Lawine“ das Stück zu eröffnen. Die ersten eineinhalb Minuten des Stücks bieten dem Sänger Ian Gillan Freiraum für dessen typischen aggressiven Gesangsstil. Danach gleitet der Song in eine „orientalisch anmutende Melodienführung“, einem psychedelisch-funkig anmutenden Mittelteil, der bei den Livedarbietungen Spielraum für Ian Paices etwa sechsminütiges Schlagzeugsolo bietet. Am Ende der Studiofassung entfacht das Stück eine hämmernde und flirrende Instrumentalistik. Das einleitende Gitarrenriff beschließt den Song.

## Liveaufführungen
The Mule wurde nach seiner Veröffentlichung in Deep Purples Liveprogramm eingeführt. Er wurde, nach einem kurzen gesanglichen Eröffnungsteil Ian Gillans, so auch im Livealbum Made in Japan nachzuhören, als Freiraum für Ian Paices Schlagzeugsolo verwendet. 
Nach der Auflösung der Mark-II-Besetzung im Jahre 1973 wurde The Mule aus Deep Purples Liveprogramm entfernt. In den Jahren 1974 und 1975 spielte Ritchie Blackmore das Gitarrenriff von The Mule nach Paices Schlagzeugsolo im Song You Fool No One an. Kurze Ausschnitte des Songs wurden auch im Jahre 1993 auf einer Europatournee gespielt.

### Livecoverversion
2007 erschien das Lied auf dem von Dream Theater live gecoverten Made in Japan-Album.